# کلدکاری (آبخاز)
کلدکاری (به لاتین: Kldekari) یک منطقهٔ مسکونی در گرجستان است که در ناحیه گاگرا واقع شده‌است. کلدکاری ۰ نفر جمعیت دارد و ۸۰۰ متر بالاتر از سطح دریا واقع شده‌است.